# Allium circinnatum
Allium circinnatum — вид трав'янистих рослин родини амарилісові (Amaryllidaceae), поширений у Греції й Туреччині.

## Опис
Квіти з лютого по квітень.

## Поширення
Поширення: пд. Греція (у т. ч. Крит), Туреччина.
Населяє вапняні скелі, щілинах, гариги та ґрунтові кишені між скелями.

## Охорона
Вид захищений Указом Президента Греції 67/1981.